# Weichteilgewebe
In der Medizin bezeichnet der Begriff Weichteilgewebe oder Weichgewebe (umgangssprachlich: Weichteile, englisch: soft tissue) die weichen Gewebe außer den Epithelien, dem Gliagewebe und den inneren Organen; also alles Fettgewebe, Muskelgewebe und die Bindegewebe außer den Knochen, einschließlich darin enthaltener kleiner Blutgefäße und Nerven.

## Zusammensetzung
Kollagen, Elastin und Grundsubstanz charakterisieren die Extrazellulärmatrix dieser Art von Gewebe. Die Grundsubstanz bindet reichlich Wasser. Fibroblasten sind die für die Produktion von Fasern und Grundsubstanz verantwortlichen Zellen; außerdem die verwandten Chondroblasten.

## Mechanische Eigenschaften
Bei zahlenmäßig geringer Dehnung verleiht das Elastin dem Gewebe Steifigkeit und speichert den größten Teil der Verzerrungsenergie. Die Kollagenfasern sind im Ruhezustand wellig und vergleichsweise dehnbar. Mit zunehmender Verformung des Gewebes werden sie allmählich in Richtung der Verformung gestreckt. Einmal ausgespannt erhöhen diese Fasern die Gewebesteifigkeit stark. Dieses Composite-Verhalten ähnelt dem eines Nylonstrumpfs, bei dem das Gummiband die Rolle des Elastins und das Nylon die Rolle des Kollagens übernimmt. Das Kollagen beschränkt die Dehnung des Weichgewebes und schützt es vor Verletzungen.

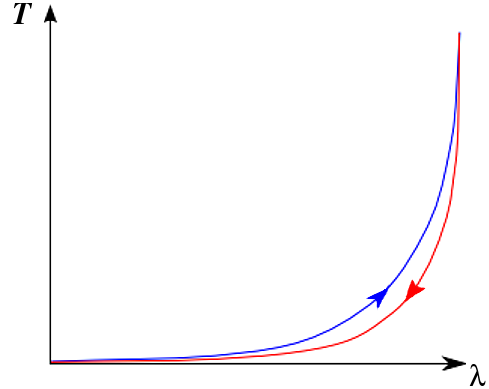
Bild 1: Graph der Lagrange-Spannung versus Streckungsgrad eines vorkonditionierten Weichgewebes

Weichgewebe können große Verformung erfahren und kehren dann zur ursprünglichen Konfiguration zurück. Die Spannungs-Dehnungs-Kurve ist nichtlinear (Abb.). Die Weichgewebe sind zudem viskoelastisch, inkompressibel und in der Regel anisotrop. Einige viskoelastische Eigenschaften, die man in Weichteilen beobachten kann, sind Relaxation, Kriechen und Hysterese.

## Erkrankungen der Weichteilgewebe
Zu den Erkrankungen der Weichteilgewebe gehören unter anderem Infektionen der Weichgewebe wie Fournier-Gangrän, Mastitis, Myositis, nekrotisierende Fasziitis und Phlegmone.